# Parma Associazione Calcio 1998-1999
Questa voce raccoglie le informazioni riguardanti il Parma Associazione Calcio nelle competizioni ufficiali della stagione 1998-1999.

## Stagione

Il nuovo tecnico Alberto Malesani

Nella stagione 1998-1999, dopo i Mondiali di Francia il Parma ha ingaggiato il tecnico Alberto Malesani, con il quale erano stati avviati contatti già nella stagione precedente. Il mercato ha riguardato gli arrivi di Verón, Boghossian e Fuser, che sono andati a comporre una nuova mediana.
Al debutto in Coppa UEFA i ducali hanno perso di misura col Fenerbahçe, ma una vittoria per (3-1) nel ritorno li ha qualificati. Successivamente sono state eliminate il Wisla Cracovia, i Rangers, Bordeaux e Atlético Madrid. I crociati hanno vinto per la seconda volta la Coppa Italia, battendo – tra le altre – Udinese e Inter: l'avversario dell'atto conclusivo è stata la Fiorentina, con il primo incontro terminato in parità. Anche la seconda gara si risolta con un nulla di fatto, che ha premiato gli emiliani in virtù delle reti segnate sul campo esterno. La stagione è stata poi arricchita da un nuovo successo, poiché i gialloblu si sono imposti anche nella manifestazione europea della Coppa UEFA, sconfiggendo per (3-0) nella finale giocata a Mosca l'Olympique Marsiglia.

Néstor Sensini, nell'occasione capitano della squadra gialloblù, riceve il trofeo della Coppa Italia.

Sul fronte del campionato, i ducali – che hanno conquistato ben 15 punti sui 18 disponibili contro la Juventus e le milanesi – si sono classificati quarti, alle spalle di Milan, Lazio e Fiorentina.; il piazzamento, conseguito al termine di un torneo al di sopra delle aspettative, ha significato per i ducali un'altra partecipazione alla Champions League.

## Divise e sponsor
Lo sponsor tecnico della stagione 1998-1999 fu Lotto, mentre lo sponsor ufficiale fu Parmalat.
| Casa | Trasferta | Terza divisa |

## Organigramma societario
Area direttiva
- Presidente: Stefano Tanzi
- Direttore Generale: Michele Uva
- Responsabile organizzativo: Salvatore Scaglia
- Responsabile marketing: Yvonne Schlesinger
- Segretario generale: Renzo Ongaro
- Segretario settore giovanile: Bruno Dall'Anese

Area comunicazione
- Responsabile area comunicazione e relazioni esterne: Giorgio Bottaro
- Ufficio Stampa: Enrico Cavalca

Area tecnica
- Responsabile area sportiva: Gabriele Oriali
- Direttore sportivo e responsabile settore giovanile: Fabrizio Larini
- Allenatore: Alberto Malesani
- Medico sociale: Massimo Manara

## Rosa
| N. |                           | Ruolo | Calciatore                |
| -- | ------------------------- | ----- | ------------------------- |
| 1  | Italia (bandiera)         | P     | Gianluigi Buffon          |
| 2  | Francia (bandiera)        | C     | Reynald Pedros            |
| 3  | Italia (bandiera)         | D     | Antonio Benarrivo         |
| 4  | Italia (bandiera)         | D     | Luigi Sartor              |
| 5  | Italia (bandiera)         | D     | Luigi Apolloni (capitano) |
| 6  | Argentina (bandiera)      | D     | Néstor Sensini            |
| 7  | Italia (bandiera)         | C     | Diego Fuser               |
| 8  | Italia (bandiera)         | C     | Dino Baggio               |
| 9  | Argentina (bandiera)      | A     | Hernán Crespo             |
| 10 | Colombia (bandiera)       | A     | Faustino Asprilla         |
| 11 | Argentina (bandiera)      | C     | Juan Sebastián Verón      |
| 12 | Italia (bandiera)         | P     | Matteo Guardalben         |
| 13 | Croazia (bandiera)        | C     | Mario Stanić              |
| 14 | Italia (bandiera)         | D     | Roberto Mussi             |
| 15 | Francia (bandiera)        | C     | Alain Boghossian          |
| 16 | Costa d'Avorio (bandiera) | D     | Saliou Lassissi           |

| N. |                      | Ruolo | Calciatore          |
| -- | -------------------- | ----- | ------------------- |
| 17 | Italia (bandiera)    | D     | Fabio Cannavaro     |
| 18 | Argentina (bandiera) | A     | Abel Balbo          |
| 19 | Italia (bandiera)    | C     | Pierluigi Orlandini |
| 20 | Italia (bandiera)    | A     | Enrico Chiesa       |
| 21 | Francia (bandiera)   | D     | Lilian Thuram       |
| 22 | Italia (bandiera)    | P     | Alessandro Nista    |
| 23 | Italia (bandiera)    | C     | Stefano Fiore       |
| 24 | Italia (bandiera)    | D     | Paolo Vanoli        |
| 25 | Italia (bandiera)    | C     | Raffaele Longo      |
| 26 | Italia (bandiera)    | C     | Federico Giunti     |
| 27 | Togo (bandiera)      | A     | Mohamed Kader       |
| 28 | Italia (bandiera)    | P     | Davide Micillo      |
| 31 | Italia (bandiera)    | A     | Gianluca De Angelis |
|    | Italia (bandiera)    | D     | Antonio Calabrò     |
|    | Italia (bandiera)    | C     | Emiliano Tarana     |
|    | Italia (bandiera)    | A     | Roberto Stellone    |

## Risultati

### Serie A

#### Girone di andata
| Parma 12 settembre 1998 1ª giornata | Parma              | 0 – 0 referto | Vicenza | Stadio Ennio Tardini\| Arbitro: \| De Santis (Tivoli) \| |
| Arbitro:                            | De Santis (Tivoli) |               |         |                                                          |

| Venezia 20 settembre 1998 2ª giornata | Venezia         | 0 – 0 referto | Parma | Stadio Pier Luigi Penzo\| Arbitro: \| Boggi (Salerno) \| |
| Arbitro:                              | Boggi (Salerno) |               |       |                                                          |

| Arbitro: | Bolognino (Milano) |

|               |           |  |
| D. Baggio 47’ | Marcatori |  |

| Bologna 4 ottobre 1998 4ª giornata | Bologna           | 0 – 0 referto | Parma | Stadio Renato Dall'Ara\| Arbitro: \| Messina (Bergamo) \| |
| Arbitro:                           | Messina (Bergamo) |               |       |                                                           |

| Arbitro: | Cesari (Genova) |

|                      |           |  |
| Chiesa 73’ Fuser 81’ | Marcatori |  |

| Arbitro: | Borriello (Mantova) |

|                       |           |           |
| Rapaic 10’ Bucchi 28’ | Marcatori | 1’ Chiesa |

| Arbitro: | Ceccarini (Livorno) |

|                 |           |  |
| Crespo 36’, 52’ | Marcatori |  |

| Arbitro: | Rodomonti (Teramo) |

|             |           |             |
| Masinga 76’ | Marcatori | 45+1’ Fuser |

| Arbitro: | Borriello (Mantova) |

|                                       |           |                |
| Crespo 4’, 37’, 65’ (rig.) Stanić 88’ | Marcatori | 36’ M. Amoroso |

| Arbitro: | Tombolini (Ancona) |

|            |           |  |
| Kallon 88’ | Marcatori |  |

| Arbitro: | De Santis (Tivoli) |

|                                           |           |  |
| Chiesa 25’ Crespo 36’, 59’ Boghossian 90’ | Marcatori |  |

| Arbitro: | Treossi (Forlì) |

|  |           |                 |
|  | Marcatori | 45’, 47’ Chiesa |

| Arbitro: | Boggi (Agropoli) |

|            |           |              |
| Crespo 40’ | Marcatori | 62’ Gautieri |

| Arbitro: | Boggi (Salerno) |

|                                  |           |                                                        |
| Pane 10’ A. Di Napoli 24’, 90+1’ | Marcatori | 11’ Crespo 45+3’ Boghossian 47’, 90+2’ Fuser 83’ Fiore |

| Arbitro: | Trantalange (Torino) |

|           |           |  |
| Fuser 83’ | Marcatori |  |

| Arbitro: | Treossi (Forlì) |

|                                     |           |                                                         |
| S. Inzaghi 17’, 75’ Cristallini 58’ | Marcatori | 13’ Boghossian 52’, 63’, 65’ Balbo 67’ Fuser 83’ Crespo |

| Arbitro: | Bazzoli (Merano) |

|            |           |                                         |
| Crespo 54’ | Marcatori | 51’ Salas 68’ R. Mancini 90+1’ C. Vieri |

#### Girone di ritorno
| Vicenza 24 gennaio 1999 18ª giornata | Vicenza            | 0 – 0 referto | Parma | Stadio Romeo Menti\| Arbitro: \| Rodomonti (Teramo) \| |
| Arbitro:                             | Rodomonti (Teramo) |               |       |                                                        |

| Arbitro: | Bazzoli (Merano) |

|                          |           |                  |
| D. Baggio 16’ Chiesa 86’ | Marcatori | 45’, 52’ Maniero |

| Arbitro: | Boggi (Agropoli) |

|                             |           |                                 |
| Tacchinardi 15’ Fonseca 72’ | Marcatori | 35’, 40’, 58’ Crespo 39’ Chiesa |

| Arbitro: | Bolognino (Milano) |

|              |           |               |
| Stanić 90+1’ | Marcatori | 23’ Kolyvanov |

| Arbitro: | Collina (Viareggio) |

|             |           |                             |
| Di Vaio 85’ | Marcatori | 42’ F. Cannavaro 55’ Stanić |

| Arbitro: | Borriello (Mantova) |

|                                   |           |            |
| Chiesa 31’ (rig.), 44’ Crespo 81’ | Marcatori | 60’ Bucchi |

| Arbitro: | Rodomonti (Teramo) |

|                            |           |            |
| Oliveira 42’ Rui Costa 55’ | Marcatori | 64’ Stanić |

| Arbitro: | Boggi (Salerno) |

|                      |           |            |
| Verón 57’ Crespo 77’ | Marcatori | 3’ Masinga |

| Arbitro: | Treossi (Forlì) |

|                         |           |            |
| Sosa 22’ M. Amoroso 89’ | Marcatori | 69’ Vanoli |

| Arbitro: | Rodomonti (Teramo) |

|            |           |                  |
| Stanić 18’ | Marcatori | 57’ (rig.) Muzzi |

| Arbitro: | De Santis (Tivoli) |

|                      |           |           |
| Maldini 59’ Ganz 72’ | Marcatori | 39’ Balbo |

| Arbitro: | Tombolini (Ancona) |

|             |           |              |
| Sensini 43’ | Marcatori | 53’ Montella |

| Arbitro: | Bettin (Padova) |

|           |           |  |
| Totti 82’ | Marcatori |  |

| Arbitro: | Ceccarini (Livorno) |

|           |           |  |
| Stanić 9’ | Marcatori |  |

| Arbitro: | Racalbuto (Gallarate) |

|             |           |                                   |
| Ronaldo 25’ | Marcatori | 47’ Stanić 49’ Asprilla 62’ Fuser |

| Arbitro: | Ceccarini (Livorno) |

|  |           |                |
|  | Marcatori | 31’ S. Inzaghi |

| Arbitro: | Bazzoli (Merano) |

|                |           |            |
| Salas 27’, 76’ | Marcatori | 54’ Vanoli |

### Coppa Italia
| Parma 9 settembre 1998 Sedicesimi di finale - Andata                  | Parma     | 3 – 0 referto | Genoa | Stadio Ennio Tardini |
| \| \| \| \| \| Balbo 34’ Crespo 58’ Boghossian 59’ \| Marcatori \| \| |           |               |       |                      |
|                                                                       |           |               |       |                      |
| Balbo 34’ Crespo 58’ Boghossian 59’                                   | Marcatori |               |       |                      |

| Arbitro: | Fausti (Milano) |

|  |           |              |
|  | Marcatori | 76’ Asprilla |

| Arbitro: | Farina (Novi Ligure) |

|               |           |                                |
| Marcolini 34’ | Marcatori | 74’ Asprilla 71’ (aut.) Garzya |

| Parma 11 novembre 1998 Ottavi di finale - Ritorno | Parma            | 0 – 0 referto | Bari | Stadio Ennio Tardini\| Arbitro: \| Boggi (Agropoli) \| |
| Arbitro:                                          | Boggi (Agropoli) |               |      |                                                        |

| Arbitro: | Cesari (Genova) |

|                                     |           |                      |
| Appiah 40’ M. Amoroso 46’ Navas 90’ | Marcatori | 42’ Balbo 76’ Crespo |

| Arbitro: | Collina (Viareggio) |

|                                     |           |  |
| Verón 14’ Crespo 18’, 74’ Balbo 90’ | Marcatori |  |

| Arbitro: | Braschi (Prato) |

|  |           |                     |
|  | Marcatori | 76’ Verón 86’ Balbo |

| Arbitro: | De Santis (Tivoli) |

|                     |           |             |
| Chiesa 4’ Verón 36’ | Marcatori | 4’ Zamorano |

| Arbitro: | Messina (Bergamo) |

|            |           |               |
| Crespo 16’ | Marcatori | 81’ Batistuta |

| Arbitro: | Braschi (Prato) |

|                    |           |                       |
| Řepka 48’ Cois 62’ | Marcatori | 42’ Crespo 71’ Vanoli |

### Coppa UEFA
| Arbitro: | Durkin |

|              |           |  |
| Moldovan 23’ | Marcatori |  |

| Arbitro: | Marin |

|                                            |           |            |
| Akbas 14’ (aut.) Crespo 45’ Boghossian 73’ | Marcatori | 59’ Baljic |

| Arbitro: | Lica |

|             |           |           |
| Kulawik 68’ | Marcatori | 2’ Chiesa |

| Arbitro: | Hamer |

|                            |           |           |
| Fiore 20’ Zając 46’ (aut.) | Marcatori | 90’ Zając |

| Arbitro: | Sars |

|             |           |           |
| Wallace 60’ | Marcatori | 51’ Balbo |

| Arbitro: | Hauge |

|                                |           |             |
| Balbo 47’ Fiore 64’ Chiesa 68’ | Marcatori | 28’ Albertz |

| Arbitro: | Melo Pereira |

|                        |           |            |
| Micoud 40’ Wiltord 45’ | Marcatori | 85’ Crespo |

| Arbitro: | Pedersen |

|                                                              |           |  |
| Crespo 37’, 66’ Chiesa 43’, 59’ Sensini 48’ Balbo 89’ (rig.) | Marcatori |  |

| Arbitro: | Levnikov |

|                    |           |                            |
| Juninho 22’ (rig.) | Marcatori | 14’, 41’ Chiesa 62’ Crespo |

| Arbitro: | Durkin |

|                      |           |             |
| Balbo 35’ Chiesa 83’ | Marcatori | 63’ Roberto |

| Arbitro: | Dallas |

|                                  |           |  |
| Crespo 25’ Vanoli 36’ Chiesa 55’ | Marcatori |  |

## Statistiche

### Statistiche di squadra
| Competizione | Punti | In casa | In casa | In casa | In casa | In casa | In casa | In trasferta | In trasferta | In trasferta | In trasferta | In trasferta | In trasferta | Totale | Totale | Totale | Totale | Totale | Totale | DR  |
| Competizione | Punti | G       | V       | N       | P       | Gf      | Gs      | G            | V            | N            | P            | Gf           | Gs           | G      | V      | N      | P      | Gf     | Gs     | DR  |
| ------------ | ----- | ------- | ------- | ------- | ------- | ------- | ------- | ------------ | ------------ | ------------ | ------------ | ------------ | ------------ | ------ | ------ | ------ | ------ | ------ | ------ | --- |
| Serie A      | 55    | 17      | 9       | 6       | 2       | 27      | 13      | 17           | 6            | 4            | 7            | 28           | 23           | 34     | 15     | 10     | 9      | 55     | 36     | +19 |
| Coppa Italia | -     | 5       | 3       | 2       | 0       | 10      | 2       | 5            | 3            | 1            | 1            | 9            | 6            | 10     | 6      | 3      | 1      | 19     | 8      | +11 |
| Coppa UEFA   | -     | 6       | 6       | 0       | 0       | 19      | 4       | 5            | 1            | 2            | 2            | 6            | 6            | 11     | 7      | 2      | 2      | 28     | 10     | +18 |
| Totale       | -     | 28      | 18      | 8       | 2       | 56      | 19      | 27           | 10           | 7            | 10           | 43           | 35           | 55     | 28     | 15     | 12     | 102    | 54     | +48 |

### Statistiche dei giocatori
| Giocatore     | Serie A  | Serie A | Serie A     | Serie A    | Coppa Italia | Coppa Italia | Coppa Italia | Coppa Italia | Coppa UEFA | Coppa UEFA | Coppa UEFA  | Coppa UEFA | Totale   | Totale | Totale      | Totale     |
| Giocatore     | Presenze | Reti    | Ammonizioni | Espulsioni | Presenze     | Reti         | Ammonizioni  | Espulsioni   | Presenze   | Reti       | Ammonizioni | Espulsioni | Presenze | Reti   | Ammonizioni | Espulsioni |
| ------------- | -------- | ------- | ----------- | ---------- | ------------ | ------------ | ------------ | ------------ | ---------- | ---------- | ----------- | ---------- | -------- | ------ | ----------- | ---------- |
| L. Apolloni   | 2        | 0       | 0           | 0          | 0            | 0            | 0            | 0            | 0          | 0          | 0           | 0          | 2        | 0      | 0           | 0          |
| F. Asprilla   | 8        | 1       | 0           | 0          | 3            | 3            | 0            | 0            | 5          | 0          | 2           | 0          | 16       | 4      | 2           | 0          |
| D. Baggio     | 29       | 2       | 3           | 0          | 5            | 0            | 1            | 0            | 8          | 0          | 3           | 1          | 42       | 2      | 7           | 1          |
| A. Balbo      | 25       | 4       | 1           | 0          | 8            | 4            | 0            | 0            | 11         | 4          | 1           | 0          | 44       | 12     | 2           | 0          |
| A. Benarrivo  | 25       | 0       | 1           | 0          | 3            | 0            | 7            | 0            | 7          | 0          | 3           | 1          | 35       | 0      | 11          | 1          |
| A. Boghossian | 24       | 3       | 2           | 0          | 6            | 1            | 0            | 0            | 8          | 1          | 0           | 0          | 38       | 5      | 2           | 0          |
| G. Buffon     | 34       | -36     | 3           | 0          | 6            | -4           | 0            | 0            | 11         | -10        | 1           | 0          | 51       | -50    | 4           | 0          |
| A. Calabrò    | 0        | 0       | 0           | 0          | -            | -            | -            | -            | -          | -          | -           | -          | 0        | 0      | 0           | 0          |
| F. Cannavaro  | 30       | 1       | 10          | 1          | 7            | 0            | 3            | 0            | 8          | 0          | 3           | 1          | 45       | 1      | 16          | 2          |
| G. Cardone    | 0        | 0       | 0           | 0          | -            | -            | -            | -            | -          | -          | -           | -          | 0        | 0      | 0           | 0          |
| E. Chiesa     | 30       | 9       | 3           | 0          | 8            | 1            | 1            | 0            | 8          | 8          | 0           | 0          | 46       | 18     | 4           | 0          |
| H. Crespo     | 30       | 16      | 1           | 0          | 7            | 6            | 1            | 0            | 8          | 6          | 0           | 0          | 45       | 28     | 2           | 0          |
| G. De Angelis | 1        | 0       | 0           | 0          | -            | -            | -            | -            | -          | -          | -           | -          | 1        | 0      | 0           | 0          |
| S. Fiore      | 28       | 1       | 1           | 0          | 9            | 0            | 0            | 0            | 10         | 2          | 2           | 0          | 47       | 3      | 3           | 0          |
| D. Fuser      | 32       | 7       | 1           | 1          | 7            | 0            | 1            | 0            | 9          | 0          | 2           | 0          | 48       | 7      | 4           | 1          |
| F. Giunti     | 2        | 0       | 0           | 0          | 1            | 0            | 0            | 0            | 0          | 0          | 0           | 0          | 3        | 0      | 0           | 0          |
| M. Guardalben | 0        | 0       | 0           | 0          | 4            | -4           | 1            | 0            | 0          | 0          | 0           | 0          | 4        | -4     | 1           | 0          |
| M. Kader      | 0        | 0       | 0           | 0          | -            | -            | -            | -            | -          | -          | -           | -          | 0        | 0      | 0           | 0          |
| S. Lassissi   | 1        | 0       | 0           | 0          | 1            | 0            | 0            | 0            | -          | -          | -           | -          | 2        | 0      | 0           | 0          |
| R. Longo      | 4        | 0       | 0           | 0          | 5            | 0            | 0            | 0            | 3          | 0          | 0           | 0          | 12       | 0      | 0           | 0          |
| D. Micillo    | 0        | 0       | 0           | 0          | -            | -            | -            | -            | 0          | 0          | 0           | 0          | 0        | 0      | 0           | 0          |
| R. Mussi      | 17       | 2       | 4           | 0          | 8            | 0            | 0            | 0            | 6          | 0          | 0           | 0          | 31       | 2      | 4           | 0          |
| A. Nista      | 0        | 0       | 0           | 0          | 0            | 0            | 0            | 0            | 0          | 0          | 0           | 0          | 0        | 0      | 0           | 0          |
| P. Orlandini  | 11       | 0       | 0           | 0          | 6            | 0            | 0            | 0            | 3          | 0          | 0           | 0          | 20       | 0      | 0           | 0          |
| R. Pedros     | 0        | 0       | 0           | 0          | 0            | 0            | 0            | 0            | 0          | 0          | 0           | 0          | 0        | 0      | 0           | 0          |
| L. Sartor     | 13       | 0       | 4           | 0          | 3            | 0            | 0            | 0            | 4          | 0          | 0           | 0          | 20       | 0      | 4           | 0          |
| N. Sensini    | 26       | 1       | 5           | 0          | 8            | 0            | 2            | 0            | 10         | 1          | 0           | 0          | 44       | 2      | 7           | 0          |
| M. Stanic     | 18       | 7       | 1           | 0          | 7            | 0            | 2            | 0            | 6          | 0          | 3           | 0          | 31       | 7      | 6           | 0          |
| E. Tarana     | 0        | 0       | 0           | 0          | -            | -            | -            | -            | -          | -          | -           | -          | 0        | 0      | 0           | 0          |
| L. Thuram     | 34       | 0       | 3           | 0          | 8            | 0            | 1            | 0            | 11         | 0          | 1           | 0          | 53       | 0      | 5           | 0          |
| P. Vanoli     | 14       | 2       | 2           | 0          | 9            | 1            | 1            | 0            | 7          | 1          | 1           | 0          | 30       | 4      | 4           | 0          |
| J.S. Verón    | 26       | 1       | 9           | 1          | 6            | 3            | 1            | 0            | 10         | 0          | 0           | 0          | 42       | 4      | 10          | 1          |